# Microcaecilia unicolor
Microcaecilia unicolor es una especie de anfibio gimnofión de la familia Caeciliidae.
Es endémica de la mitad norte de la Guayana Francesa y de dos de los Islotes de Rémire: La Père y La Mère. 
Sus hábitats naturales incluyen bosques secos tropicales o subtropicales, plantaciones, jardines rurales, áreas urbanas y zonas previamente boscosas ahora muy degradadas.
Se halla hasta una altitud de 500 m s. n. m.